# Trượt tuyết tự do tại Thế vận hội Mùa đông 2018 - Vòng loại
Dưới đây là các quy tắc xét tư cách và cách thức phân bổ số suất tham dự môn trượt tuyết tự do tại Thế vận hội Mùa đông 2018.

## Tiêu chuẩn
Một vận động viên phải nằm trong top 30 tại một nội dung tại World Cup sau tháng 7 năm 2016 hoặc tại Giải vô địch thế giới 2017 ở nội dung tương ứng và một số điểm FIS tối thiểu; 80 điểm cho các nội dung không trung (aerials), mấp mô (moguls), và địa hình tốc độ (ski-cross) hoặc 50 điểm cho nội dung lòng máng (halfpipe) và dốc chướng ngại vật (slopestyle).
Có tổng cộng 282 suất cho các vận động viên tranh tài tại đại hội. Một quốc gia được phép gửi tối đa 30 vận động viên, tối đa 16 nam và tối đa 16 nữ.

## Phân bổ suất
Vào hạn chót ngày 22 tháng 1 năm 2018 các suất sẽ được trao dựa trên một danh sách đặc biệt (bao gồm tất cả kết quả thi tại các kỳ World Cup từ tháng 7/2016 và Giải vô địch thế giới 2017). Các suất sẽ được trao cho các quốc gia dựa theo vận động viên xuất hiện trong danh sách bắt đầu từ số 1, cho tới khi một nội dung đạt số suất tối đa. Khi một quốc gia đạt mức 4 suất trong một nội dung, quốc gia đó sẽ không được nhận thêm suất ở nội dung đó. Nếu một quốc gia có quá 16 suất thuộc một giới tính hoặc vượt quá 30 người thì quốc gia đó phải tự chọn lựa đội hình tham dự sao cho đúng với luật lệ trước ngày 24 tháng 1 năm 2018. Các suất còn thừa sẽ được trao lần lượt cho các vận động viên chưa nhận được suất.
| Nước                         | Nam | Nam | Nam  | Nam | Nam  | Nữ  | Nữ  | Nữ   | Nữ  | Nữ   | Tổng |
| Nước                         | MM  | KT  | ĐHTĐ | LM  | DCNV | MM  | KT  | ĐHTĐ | LM  | DCNV | Tổng |
| ---------------------------- | --- | --- | ---- | --- | ---- | --- | --- | ---- | --- | ---- | ---- |
| Úc                           | 4   | 1   | 1    |     | 1    | 4   | 4   | 1    |     |      | 16   |
| Áo                           |     |     | 4    | 3   |      | 1   |     | 2    | 1   | 1    | 12   |
| Belarus                      |     | 3   |      |     |      |     | 3   |      |     |      | 6    |
| Canada                       | 4 3 | 3 2 | 4    | 4 3 | 4    | 4   | 1   | 4    | 4 2 | 3    | 30   |
| Chile                        |     |     |      |     |      |     |     | 1    |     | 1    | 2    |
| Trung Quốc                   |     | 4   |      | 2   |      | 2   | 4   |      | 3   |      | 15   |
| Cộng hòa Séc                 |     |     |      |     |      |     |     | 2 1  |     |      | 1    |
| Đan Mạch                     |     |     |      |     |      |     |     |      | 1   |      | 1    |
| Phần Lan                     | 2   |     |      |     | 1    |     |     |      |     | 1    | 4    |
| Pháp                         | 3   |     | 4    | 3 2 | 2    | 2   |     | 3    | 2   | 2    | 20   |
| Đức                          |     |     | 4 3  |     |      | 3 2 |     | 4 2  | 1   | 1    | 9    |
| Anh Quốc                     |     | 1   |      | 3   | 2    |     |     | 2 1  | 3 2 | 3 2  | 11   |
| Hungary                      |     |     |      |     |      |     |     |      | 1   |      | 1    |
| Ireland                      |     |     |      | 1   |      |     |     |      |     |      | 1    |
| Ý                            |     |     | 2    |     |      |     |     | 2    |     |      | 4    |
| Nhật Bản                     | 4   | 1   |      | 2 0 | 1    | 4 1 |     | 1    | 3   |      | 11   |
| Kazakhstan                   | 2   | 1   |      |     |      | 2   | 4   |      |     |      | 9    |
| México                       |     |     |      |     | 1    |     |     |      |     |      | 1    |
| New Zealand                  |     |     | 1    | 4   | 3 2  |     |     |      | 2   |      | 9    |
| Na Uy                        | 2 1 |     |      |     | 4    | 1   |     | 1 0  |     | 2    | 8    |
| Ba Lan                       |     |     |      |     |      |     |     | 1    |     |      | 1    |
| Vận động viên Olympic từ Nga | 2 1 | 4   | 4    | 2 1 |      | 3   | 4   | 2    | 2 1 | 2    | 22   |
| Slovenia                     |     |     | 1    |     |      |     |     |      |     |      | 1    |
| Hàn Quốc                     | 3   |     |      | 1   |      | 2   | 1   |      | 1   | 1    | 9    |
| Thụy Điển                    | 3   |     | 3    |     | 4    |     |     | 2    |     | 2    | 14   |
| Thụy Sĩ                      | 1   | 4   | 4    | 3   | 4    | 1   |     | 4    |     | 3 2  | 22   |
| Ukraina                      |     | 1   |      |     |      | 1   | 2 1 |      |     |      | 3    |
| Hoa Kỳ                       | 4   | 4 3 | 1 0  | 4   | 4    | 4   | 3   | 1 0  | 4   | 4    | 30   |
| Tổng: 28                     | 30  | 25  | 31   | 27  | 30   | 30  | 25  | 27   | 24  | 24   | 273  |

- Gạch ngang là số suất bị từ chối

### Các nước còn cơ hội nhận suất
Nếu quốc gia từ chối suất hoặc cắt giảm người (như Canada và Mỹ) thì các suất đó sẽ được dành cho vận động viên nước khác. Dưới đây là top 10 quốc gia của mỗi nội dung (một số nội dung ít hơn 10). Một quốc gia có thể có nhiều hơn 1 suất trong một nội dung. In đậm là nhận suất, gạch ngang là từ chối.
Nam
| Mấp mô (4 nhận) | Không trung (2 nhận)                                                         | Địa hình tốc độ (1 nhận, 1 không dùng) | Lòng máng (2 nhận, 3 không dùng)                                                           | Dốc chướng ngại vật (1 nhận)                                            |
| --- | ---------------------------------------------------------------------------- | -------------------------------------- | ------------------------------------------------------------------------------------------ | ----------------------------------------------------------------------- |
| Úc · Hàn Quốc · Pháp · Úc · Vận động viên Olympic từ Nga · Vận động viên Olympic từ Nga · Hàn Quốc · Thụy Điển · Phần Lan · Đức | Thụy Sĩ · Kazakhstan · Belarus · Kazakhstan · Nhật Bản · Kazakhstan · Canada | Hoa Kỳ · Úc · Ý · Thụy Điển            | Ireland · Thụy Sĩ · Nhật Bản · Hàn Quốc · Pháp · Trung Quốc · Vận động viên Olympic từ Nga | Pháp · Ý · Phần Lan · Hà Lan · Áo · Phần Lan · Áo · Áo · Ireland · Pháp |

Nữ
| Mấp mô (4 nhận)                                                                                                   | Không trung (1 nhận)                                                                | Địa hình tốc độ (2 nhận, 5 không dùng)                                                                                           | Lòng máng (4 nhận) | Dốc chướng ngại vật (2 nhận)                                                       |
| --- | ----------------------------------------------------------------------------------- | --- | --- | ---------------------------------------------------------------------------------- |
| Trung Quốc Na Uy · Trung Quốc · Anh Quốc · Kazakhstan · Hàn Quốc · Vận động viên Olympic từ Nga · Na Uy · Ukraina | Kazakhstan · Hoa Kỳ · Hoa Kỳ · Thụy Sĩ · Hoa Kỳ · Nhật Bản · Đức · Hoa Kỳ · Belarus | Pháp · Ý · Thụy Sĩ · Chile · Vận động viên Olympic từ Nga · Vận động viên Olympic từ Nga · Anh Quốc · Hoa Kỳ · Anh Quốc · Hoa Kỳ | Estonia · Đan Mạch · Trung Quốc · Trung Quốc · Hungary · Vận động viên Olympic từ Nga · Hà Lan · New Zealand · Hàn Quốc · New Zealand | Canada · Ý · Đức · Estonia · Pháp · Slovakia · New Zealand · Phần Lan · Chile · Áo |